# Commelina phaeochaeta
Commelina phaeochaeta är en himmelsblomsväxtart som beskrevs av Emilio Chiovenda. Commelina phaeochaeta ingår i släktet himmelsblommor, och familjen himmelsblomsväxter.
Artens utbredningsområde är Etiopien. Inga underarter finns listade.